# Tillandsia mezii
Tillandsia mezii là một loài thực vật có hoa trong họ Bromeliaceae. Loài này được André ex Mez miêu tả khoa học đầu tiên năm 1896.